# Gullstrand (cráter)

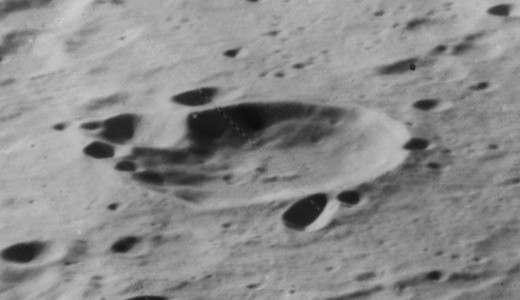
Vista oblicua a gran altura (orientada hacia el oeste), también tomada desde el Lunar Orbiter 5

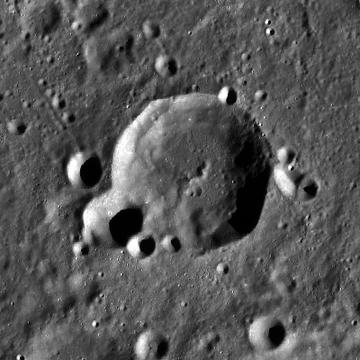
Fotografía de la misión Lunar Reconnaissance Orbiter

Gullstrand es un cráter de impacto que se encuentra en el hemisferio norte de la cara oculta de la Luna. A una distancia de alrededor de un diámetro del cráter hacia el sureste se halla el cráter de mayor tamaño Perrine, y al oeste-suroeste aparece Quetelet.
|  |

Este cráter tiene un reborde circular que está relativamente bien definido, y sólo se ha desgastado moderadamente. Un pequeño cráter en forma de campana rompe el brocal hacia el suroeste, y un pequeño cráter está unido a la parte sureste del borde de Gullstrand. Un pequeño cráter característico de forma extraña se une al borde del lado este. También aparecen pequeños cráteres a lo largo de los bordes norte y sur.
Las paredes interiores de Gullstrand son relativamente simples y sin rasgos distintivos, y el piso interior no está marcado por elementos reseñables. Una cresta central de baja altura se sitúa en su punto medio.
Gullstrand se encuentra en el margen aproximado de la Cuenca Coulomb-Sarton, una depresión de 530 km de ancho producto del impacto de un cráter del Período Pre-Nectárico.

## Cráteres satélite
Por convención estos elementos son identificados en los mapas lunares poniendo la letra en el lado del punto medio del cráter que está más cerca de Gullstrand.
|            | \| Gullstrand \| Coordenadas \| Diámetro \| \| ---------- \| ------------------------------- \| -------- \| \| C \| 46°48′N 126°36′O / 46.8, -126.6 \| 15 km \| |          |
| Gullstrand | Coordenadas | Diámetro |
| C          | 46°48′N 126°36′O / 46.8, -126.6 | 15 km    |